# 콕코트릭스 클로로로바타
콕코트릭스 클로로로바타(Coccothrix chlorolobata)는 갈파래강 초록실말목에 속하는 녹조류의 일종이다. 글로에오틸라과(Gloeotilaceae), 콕코트릭스속(Coccothrix)의 유일종이다. 완모식표본은 남극 대륙 남극횡단산지 라 고르체 산맥에서 수집했다.